# Leonardo Bonatini
Léonardo Bonatini Lohner Maia, detto Léo (Belo Horizonte, 28 marzo 1994), è un calciatore brasiliano, attaccante dell'Atlético San Luis.

## Palmarès

### Club

#### Competizioni giovanili
- Coppa Italia Primavera: 1

Juventus: 2012-2013

#### Competizioni statali
- Campionato Goiano: 1

Goiás: 2013
- Campionato Mineiro: 1

Cruzeiro: 2014

#### Competizioni nazionali
- Football League Championship: 1

Wolverhampton: 2017-2018
- Challenge League: 1

Grasshoppers: 2020-2021

### Nazionale
- Campionato sudamericano Under-17: 1

Ecuador 2011